# FA Charity Shield 1986
```

```

Lo FA Charity Shield 1986, noto in italiano anche come Supercoppa d'Inghilterra 1986, è stata la 64ª edizione della Supercoppa d'Inghilterra.
Si è svolto il 16 agosto 1986 al Wembley Stadium di Londra tra il Liverpool, vincitore della First Division 1985-1986 e della FA Cup 1985-1986, e l'Everton, secondo classificato nella First Division 1985-1986 e finalista della FA Cup 1985-1986.
Il titolo, per la nona volta nella sua storia, è stato condiviso tra le due squadre, che hanno pareggiato la gara per 1-1 con reti di Adrian Heath per i Toffees e Ian Rush per i Reds.

## Partecipanti
| Squadre   | Qualificazione                           | Partecipazioni precedenti (il grassetto indica la vittoria)                     |
| --------- | ---------------------------------------- | ------------------------------------------------------------------------------- |
| Liverpool | Vincitore della First Division 1985-1986 | 13 (1922, 1964,1965,1966, 1971, 1974, 1976, 1977, 1979, 1980, 1982, 1983, 1984) |
| Everton   | Finalista della FA Cup 1985-1986         | 8 (1928, 1932, 1933, 1963, 1966, 1970, 1984, 1985)                              |

## Tabellino
| Arbitro: | Midgley |

|          |           |           |
| Rush 87’ | Marcatori | 80’ Heath |

### Formazioni
| Liverpool:     |    |                  |  |     |
|                |    |                  |  |     |
| P              | 1  | Bruce Grobbelaar |  | 57’ |
| D              | 2  | Barry Venison    |  |     |
| D              | 4  | Mark Lawrenson   |  |     |
| D              | 6  | Alan Hansen      |  |     |
| D              | 3  | Jim Beglin       |  |     |
| C              | 7  | Steve McMahon    |  |     |
| C              | 5  | Ronnie Whelan    |  |     |
| C              | 8  | Craig Johnston   |  |     |
| C              | 10 | Jan Mølby        |  |     |
| C              | 11 | Kevin MacDonald  |  | 65’ |
| A              | 9  | Ian Rush         |  |     |
| Sostituzioni:  |    |                  |  |     |
| P              | 14 | Mike Hooper      |  | 57’ |
| A              | 12 | Kenny Dalglish   |  | 65’ |
| Allenatore:    |    |                  |  |     |
| Kenny Dalglish |    |                  |  |     |

| Everton:       |    |                  |  |                   |
|                |    |                  |  |                   |
| P              | 1  | Bobby Mimms      |  |                   |
| D              | 2  | Alan Harper      |  |                   |
| D              | 4  | Kevin Ratcliffe  |  |                   |
| D              | 5  | Ian Marshall     |  |                   |
| D              | 3  | Paul Power       |  |                   |
| C              | 7  | Trevor Steven    |  |                   |
| C              | 6  | Kevin Langley    |  |                   |
| C              | 8  | Adrian Heath     |  |                   |
| C              | 10 | Kevin Richardson |  |                   |
| C              | 11 | Kevin Sheedy     |  | Uscita            |
| A              | 9  | Graeme Sharp     |  |                   |
| Sostituzioni:  |    |                  |  |                   |
| C              |    | Neil Adams       |  | Ingresso · Uscita |
| A              |    | Paul Wilkinson   |  | Ingresso          |
| Allenatore:    |    |                  |  |                   |
| Howard Kendall |    |                  |  |                   |